# Beaglichthys bleekeri
Beaglichthys bleekeri är en fiskart som beskrevs av Werner Schwarzhans och Møller 2007. Beaglichthys bleekeri ingår i släktet Beaglichthys och familjen Bythitidae. Inga underarter finns listade.